# 温山麓圣约翰
温山麓圣约翰是奥地利上奥地利州罗尔巴赫县的一个市镇。总面积20平方公里，总人口975人，人口密度48.8人/平方公里（2005年）。